# Yuzu (emulador)
Yuzu foi um emulador livre e de código aberto do console Nintendo Switch, descontinuado em 2024. Sua primeira versão foi lançada em 14 de janeiro de 2018, 10 meses após o lançamento do Nintendo Switch. O software é um de dois emuladores em desenvolvimento desta plataforma, o outro sendo Ryujinx.
O emulador foi programado na linguagem de programação C++ pela mesma equipe que desenvolve o emulador Citra de Nintendo 3DS, com uma parte significante do código compartilhada entre os dois projetos. Originalmente, Yuzu dava suporte apenas para programas de teste e homebrews.
O suporte para os emulador Yuzu foi encerrado em 4 de março de 2024, após um acordo de US$ 2,4 milhões alcançado com a Nintendo.

## Funcionalidades
Yuzu usou um serviço de rede chamado Boxcat como um substituto para a rede de conteúdo dinâmico BCAT da Nintendo. Esse recurso foi removido posteriormente por não ser funcional. A implementação será substituída por uma que permita o uso de arquivos locais do BCAT despejados de um Nintendo Switch.
Tem suporte para diferentes resoluções de forma a simular o funcionamento no modo docked, undocked e resoluções além das nativas. Tem suporte à API Vulkan desde dezembro de 2019. Em dezembro de 2020 foi adicionado o recurso de CPU multicore.
Em 30 de maio de 2023, uma versão Android foi lançada.
O desenvolvimento terminou em 4 de março de 2024 depois que Tropic Haze LLC, a entidade legal que representa o Team Yuzu, resolveu uma ação judicial com a Nintendo of America, resultando no encerramento das operações dos emuladores Yuzu e Citra.

## Bifurcação
Em 5 de março de 2024, o código-fonte do Yuzu foi bifurcado por uma equipe de desenvolvimento diferente como "Suyu" (pronunciado como "sue-you"; o nome também é um jogo irônico sobre o histórico de litígios da Nintendo). Um colaborador disse: "Suyu atualmente existe em uma área cinzenta legal da qual estamos tentando sair dela. Existem vários planos e possibilidades para o que fazer a seguir. As coisas ainda estão sendo organizadas e planejadas." Em 21 de março de 2024, após um pedido de remoção do DMCA, Suyu foi removido do GitLab; O aviso de retirada citou violações de suas disposições antievasão e alertou que a hospedagem do código pela plataforma poderia constituir tráfico de um dispositivo antievasão. Depois de algumas horas, seu líder decidiu mudar para um repositório auto-hospedado. Em abril de 2024, a plataforma de bate-papo Discord baniu as contas e servidores de Suyu, outro fork intitulado Sudachi, e seus principais desenvolvedores. Desde então, Suyu mudou para um serviço de chat auto-hospedado.